# Donaustadt
Die Donaustadt ist der 22. Wiener Gemeindebezirk. Der in dieser Form erst seit 1954 bestehende Bezirk im Osten der Stadt ist der bei weitem größte sowie auch der bevölkerungsreichste. Die fast ein Viertel des Wiener Gemeindegebiets ausmachende Donaustadt zeichnet sich durch ein vielfältiges Erscheinungsbild aus. Neben Großwohnsiedlungen wie den Trabrenngründen und Einfamilienhaussiedlungen findet sich das Büro- und Wohnhochhausviertel Donau City und die Seestadt Aspern, die zu den größten aktuellen Stadtteilentwicklungsprojekten Europas zählt. Der 22. Bezirk beherbergt zudem wichtige Naherholungs- und Naturschutzgebiete wie die Alte Donau und die Lobau sowie einen Teil des landwirtschaftlich geprägten Marchfelds.

## Geographie

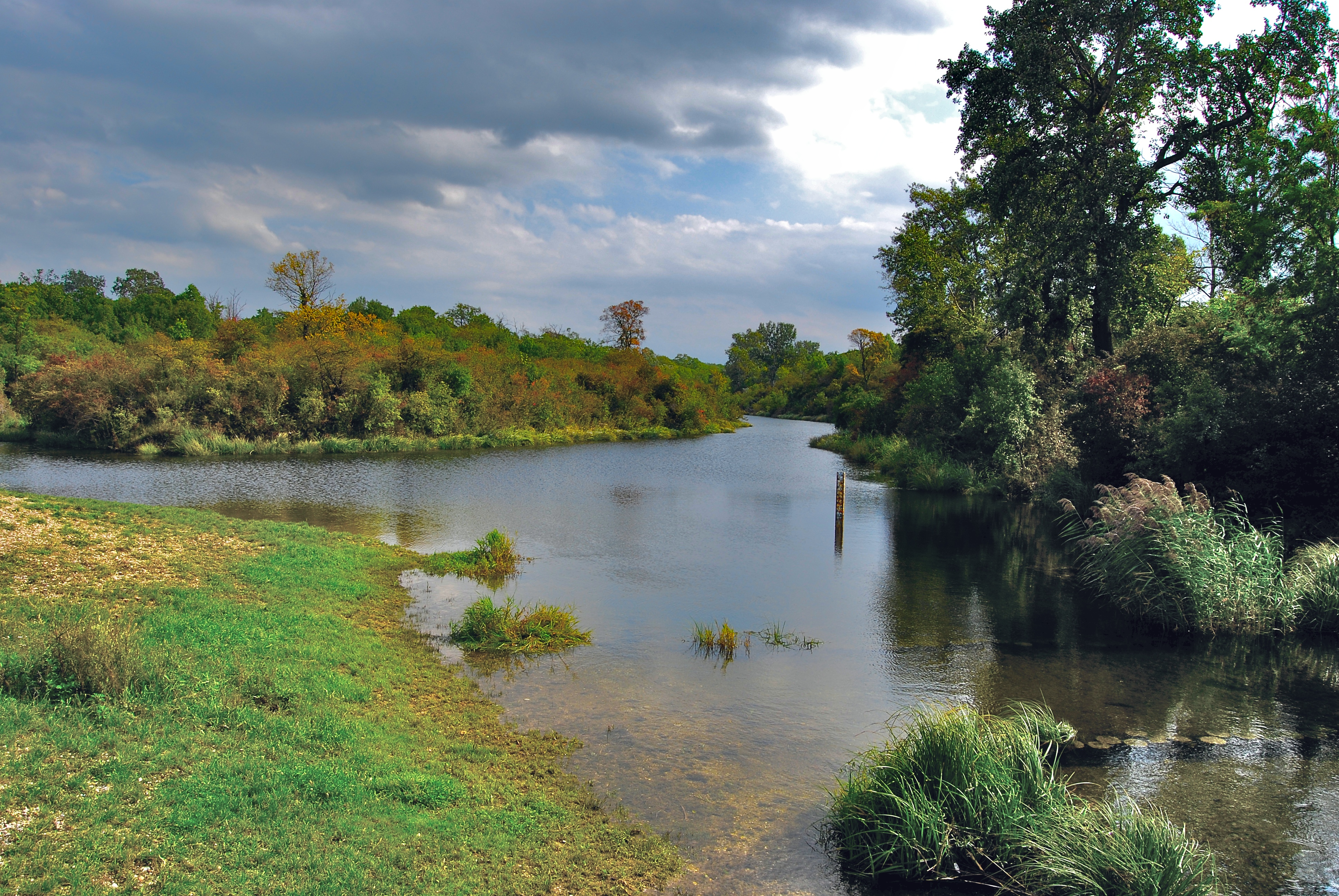
Naherholungsgebiet Lobau, Teil der Donauauen

Donaustadt liegt im Osten Wiens und ist mit einer Fläche von 102,30 km² der größte Wiener Gemeindebezirk. Die Donaustadt nimmt dabei 24,6 % der Fläche Wiens ein.
Durch die Donauregulierung 1870–1875 wurde das Gebiet des heutigen Bezirkes radikal verändert. Hatte sich die Donau ursprünglich in zahlreiche ins Marchfeld ausgreifende Arme aufgefächert, so wurde sie nun in ein breites Bett gezwungen. Bestehen gebliebene Altarme fungieren als Erholungs- und Naturschutzgebiete. Da sich die Hochwassergefahr nicht endgültig entschärfte, errichtete man 1972–1987 parallel zur Donau ein als Neue Donau bezeichnetes Entlastungsgerinne und die Donauinsel.
Die Bezirksgrenze verläuft im Westen großteils am linken Ufer der Donau (der Strom selbst zählt zum 2. Bezirk), vom Praterspitz stromabwärts (im Bereich der Lobau) in der Mitte des Stromes mit dem 11. Bezirk (Bezirksteil Albern) und Schwechat bzw. dessen Stadtteil Mannswörth als Nachbarn. Der südliche Teil von Donauinsel, Neuer und Alter Donau und die Lobau (Wiens Anteil am Nationalpark Donau-Auen) gehören zum Bezirk.
Im Osten und Norden hat die Donaustadt Anteil am Marchfeld. Insgesamt nehmen Grünflächen 59 % des Bezirksgebietes ein, womit 30 % aller Wiener Grünflächen im 22. Bezirk liegen.
Die höchste Erhebung des Bezirks ist die Deponie Rautenweg mit 205 Metern über Adria.

### Nachbarbezirke und -gemeinden
Im Westen bzw. Südwesten grenzen die Bezirke Leopoldstadt und Simmering (Bezirksteil Albern) und die Stadt Schwechat (Stadtteil Mannswörth) an den 22. Bezirk. Die Bezirksgrenze ist bei Schwechat gleichzeitig Landesgrenze zu Niederösterreich.
Nördlich der Donau ist die östliche und nördliche Bezirksgrenze, großteils in landwirtschaftlichem Gebiet, auf volle Länge Landesgrenze; Nachbargemeinden sind hier (von Südosten nach Nordosten) Groß-Enzersdorf (mit seinem Anteil am Nationalpark Donauauen) und die Marchfeldgemeinden Raasdorf, Aderklaa, Deutsch-Wagram und Gerasdorf bei Wien.
Die nordwestliche Bezirksgrenze gegenüber dem 21. Bezirk Floridsdorf wird (von Norden nach Süden) zunächst bis Leopoldau von der Wagramer Straße gebildet und verläuft danach in südwestlicher Richtung durch Siedlungsgebiet und über die Alte Donau zur Donauinsel.

### Geologie
Das Bezirksgebiet der Donaustadt wurde vor allem durch die Donau geformt, die im Laufe der Zeit Terrassen bildete. Insbesondere während der Eiszeit kam es durch Frost zur Bildung großer Schuttmassen, die von der Donau in das Wiener Becken verfrachtet wurden. In den warmzeitlichen Phasen schnitt sich in der Folge die Donau in den Schotterkörper und bildete Terrassen heraus, die auf dem Bezirksgebiet in die donaunahe „Zone der rezenten Mäander“ und die höher gelegene Praterterrasse unterteilt werden. Die etwas höher gelegene Praterterrasse stammt aus der Würmeiszeit, die darunterliegende Terrasse entstand nach der Eiszeit.
Für ältere Terrassen ist dabei die intensivere Verwitterung sowie eine Deckschicht aus Löss oder Lehm charakteristisch. An der Oberfläche findet sich in der Donaustadt eine fünf bis dreizehn Meter mächtige Kiesschicht. Diese setzt sich aus sandigen Mittel- und Grobkiesen zusammen, die durch die Donau angelandet wurden. Bei den plattigen Steinen handelt es sich in der Regel um Sandstein aus dem nahe gelegenen Wienerwald. Die runden Gerölle bestehen zum Großteil aus kristallinen Gesteinen wie Granit, Gneis und Quarze. Die Granite stammen ebenso wie die schwarzen Amphibolite aus der Böhmischen Masse. Der graue bis grünliche Gneis wurde aus den Zentralalpen und der Böhmischen Masse abgetragen. Weitere runde bis ovale Kiese bestehen aus Kalk und stammen aus den Nördlichen Kalkalpen. Unter der Kiesschicht befindet sich mit Grundwasser gesättigte Sande des Pannoniums, die vor 9,7 bis 8 Millionen Jahren hier abgelagert wurden.
In mehreren Kilometern Tiefe liegen die Ausläufer der Nördlichen Kalkalpen mit Schichten aus dem Mesozoikum, die in rund drei Kilometer Tiefe Gas- und Öllagerstätten enthalten.

### Flächennutzung

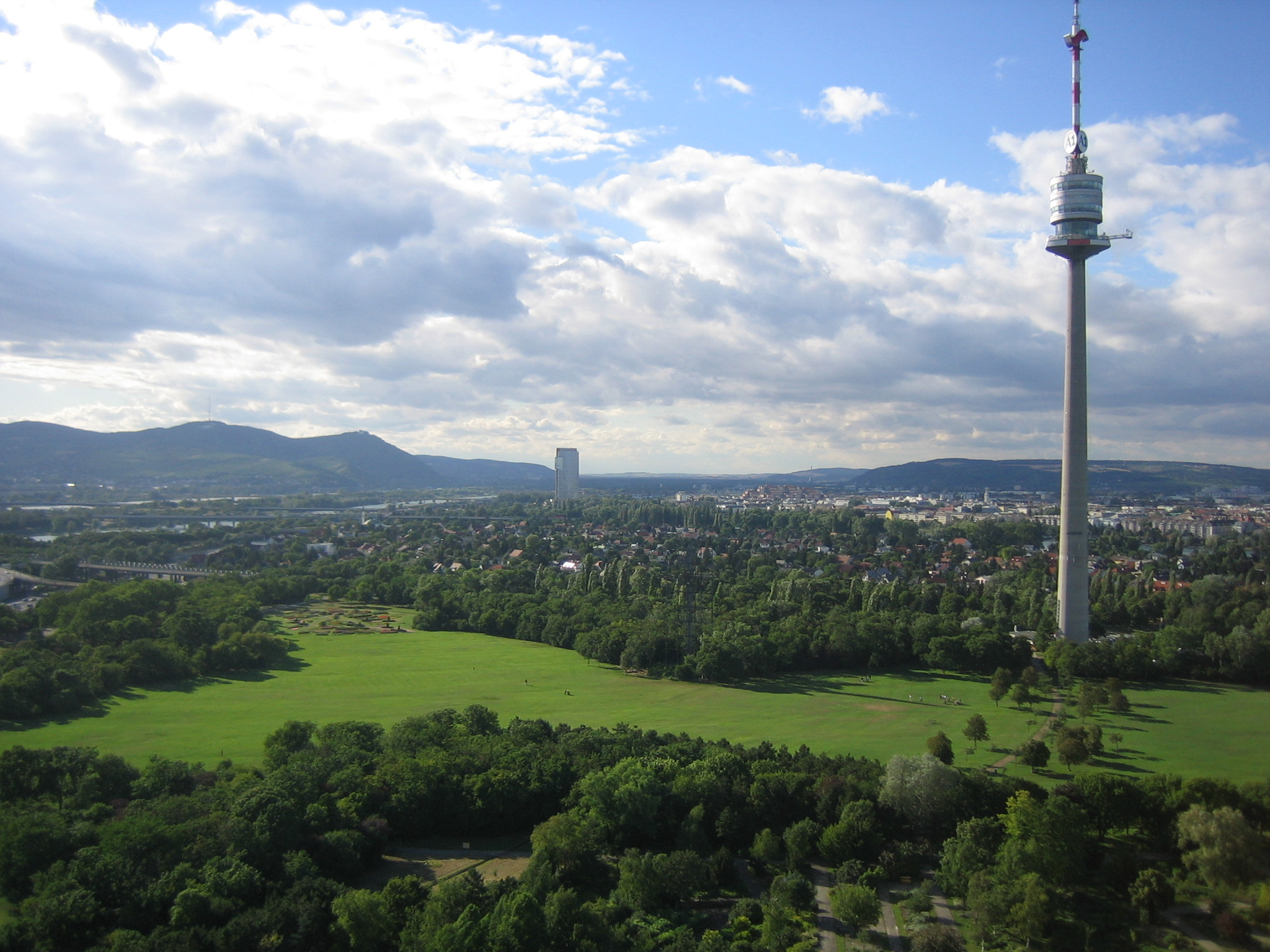
Donauturm im Donaupark

Die Baufläche der Donaustadt umfasst 25,00 % (Wienweit 33,32 %) der Bezirksfläche, wobei dies der zweitniedrigste Wert eines Wiener Gemeindebezirks ist. Die Baufläche selbst verteilt sich zu 57,4 % auf Wohnbauflächen und 28,4 % Betriebsbaugebiet. Donaustadt verfügt damit über einen sehr hohen Anteil an Betriebsgeländen. Der Anteil von Flächen, die dem kulturellen, religiösen, sportlichen oder öffentlichen Bereich gewidmet sind, fällt mit 6,0 % Anteil an der Baufläche sehr gering aus. Grünflächen nehmen in der Donaustadt einen Gesamtanteil von 58,4 % ein. 51,87 % der Grünfläche entfällt auf landwirtschaftliche Nutzfläche, ein Wert der nur von Favoriten und Floridsdorf übertroffen wird. Der Großteil der restlichen Grünfläche entfällt mit 25,71 % auf Wälder (Lobau) bzw. mit 13,45 % auf Wiesen. Mit einem Anteil von 8,60 % an der Bezirksfläche nehmen Gewässer einen sehr hohen Stellenwert in der Nutzungsart ein. Hier sind vor allem die Wasserflächen der Donau sowie ihrer Altarme ausschlaggebend. Der Anteil der Verkehrsflächen am Bezirksgebiet ist mit 8,02 % der zweitniedrigste Wert Wiens.
| Baufläche | Baufläche      | Baufläche                 | Grünfläche     | Grünfläche | Grünfläche | Grünfläche | Grünfläche  | Grünfläche       | Gewässer | Verkehrsflächen |
| 2.556,29  | 2.556,29       | 2.556,29                  | 5.968,42       | 5.968,42   | 5.968,42   | 5.968,42   | 5.968,42    | 5.968,42         | 879,17   | 819,98          |
| --------- | -------------- | ------------------------- | -------------- | ---------- | ---------- | ---------- | ----------- | ---------------- | -------- | --------------- |
| Wohnbau   | Betriebsgebiet | öffentliche Einrichtungen | Landwirtschaft | Parks      | Wälder     | Wiesen     | Kleingärten | Freizeit-Flächen |          |                 |
| 1.466,46  | 724,69         | 153,36                    | 3.095,72       | 100,24     | 1.534,20   | 256,41     | 802,61      | 179,24           |          |                 |

Es gibt seit 2013 das Projekt, landwirtschaftlich genutzte Flächen nördlich der Seestadt Aspern teilweise aufzuforsten und zu einem Teil des Wiener Grüngürtels zu machen. Diese Idee geht auf den damaligen Bezirksvorsteher zurück, nach dem das Projekt Norbert-Scheed-Wald genannt wird.

### Bezirksteile

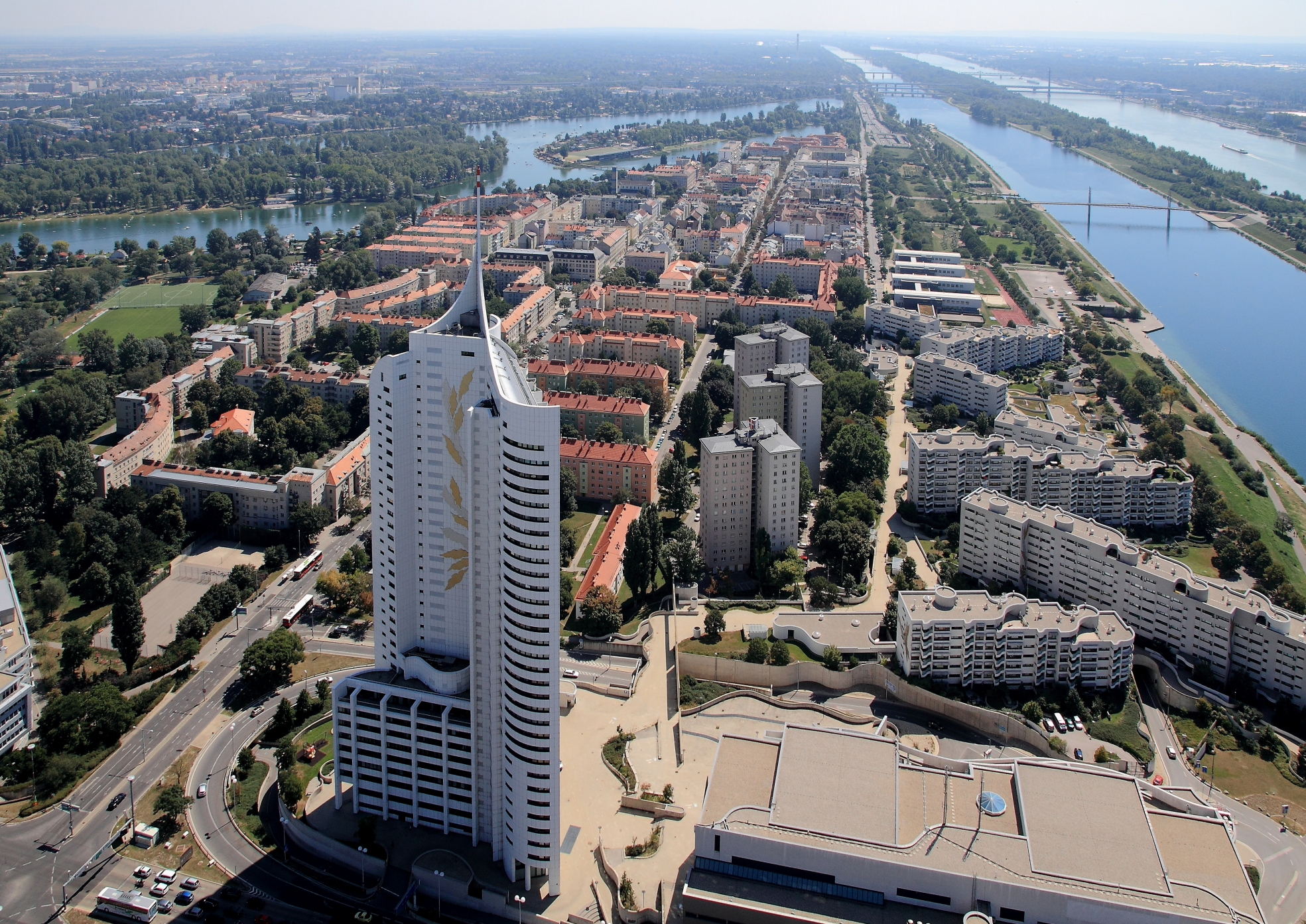
Kaisermühlen, Blick vom DC Tower Richtung Südost

Die Donaustadt besteht in ihrem heutigen Umfang seit 1954 (siehe Abschnitt Geschichte):
- Kaisermühlen (1850–1938: 2. Bezirk, 1938–1954: 21.Bezirk)
- Kagran (1904–1954: 21. Bezirk)
- Stadlau, Hirschstetten, Aspern (1904–1938: 21.Bezirk, 1938–1954: 22.Bezirk, Groß-Enzersdorf)
- Augebiet der Lobau (1904–1938: 21. Bezirk, 1938: 22.Bezirk, amtlich KG Kaiserebersdorf Herrschaft bzw. KG Landjägermeisteramt)
- Breitenlee, Essling, Süßenbrunn (1938 in den neuen 22.Bezirk, Groß-Enzersdorf, eingemeindet)

Die heutigen Katastralgemeinden orientieren sich an den ehemaligen Gemeindegrenzen. An der Donau liegen von Nordwesten nach Südosten Kaisermühlen, Stadlau und Aspern, nördlich davon Kagran, Hirschstetten, Breitenlee und Essling sowie im äußersten Norden Süßenbrunn. Den allergrößten Teil der Lobau decken die Katastralgemeinden Landjägermeisteramt und Kaiserebersdorf Herrschaft ab. Im Bezirksteil Kaisermühlen befindet sich zwischen Alter und Neuer Donau zudem die neu errichtete Donau City.
Eine weitere Gliederung des Bezirksgebiets besteht in den 32 Zählbezirken der amtlichen Statistik, in denen die Zählsprengel des Gemeindebezirks zusammengefasst sind. Obwohl sie gleich lautende Bezeichnungen wie die entsprechenden Katastralgemeinden führen, weisen die Zählbezirke Aspern, Breitenlee, Essling, Hirschstetten, Kagran, Kaisermühlen, Stadlau und Süßenbrunn einen sich von jenen unterscheidenden Grenzverlauf auf. Nach Industriegebieten benannt sind die Zählbezirke Industriegebiet Erzherzog-Karl-Straße und Industriegebiet Neu-Kagran. Der Zählbezirk Eipeldauer Straße führt einen Straßennamen als Bezeichnung. Die übrigen Zählbezirke der Donaustadt orientieren sich zumeist an Siedlungs- und Flurnamen. Es sind dies die Zählbezirke An der Oberen Alten Donau, Biberhaufen, Breitenleer Stadtrandsiedlung, Donaupark, Englisch Feld, Essling-Im Neuriss, Flugfeld Aspern, Freihof-Siedlung, Kriegerheimstätte-Lackenjöchl, Lettenhaufen, Lobau, Mühlgrund-Neu-Stadlau, Neu-Essling, Neuhaufen, Neu-Straßenäcker, Plankenmais, Schafflerhof, Spargelfeld, Wohngebiet Neu-Kagran, Wulzendorf und Zentrum Kagran.

## Wappen

Bezirkswappen Donaustadt

Das Wappen der Donaustadt ist in acht Felder unterteilt, die die Bezirksteile repräsentieren.
- Im vom Betrachter aus gesehen linken (heraldisch rechten) oberen Wappenteil befindet sich das sprechende Wappen der Stadlau mit einem in der Au stehenden Stadel. Der Stadel steht auf einer grünen Wiese mit Bäumen und befindet sich auf blauem Grund. Der Stadel selbst ist verriegelt und mit einem Strohdach und zwei darauf befindlichen roten Fahnen versehen.
- Daneben steht das Wappen von Aspern. Das sprechende Wappen zeigt auf silbernem Grund eine auf einer Wiese stehende Espe.
- Im rechten oberen Wappenteil symbolisiert ein goldener Ziehbrunnen den Bezirksteil Süßenbrunn. Das Wappen, das sich auf einen einst hier bestehenden Brunnen bezieht, zeigt den Brunnen vor blauem Grund auf einem grauen Steinboden stehend. Der Brunnen ist überdacht, an einem Seil hängt ein goldener Eimer.
- Im mittleren Wappenteil ist links das Wappen von Breitenlee abgebildet. Es zeigt einen roten, von einem silbernen Querbalken durchzogenen Schild mit goldenem Krummstab und rotem Beutelbuch. Die Wappenfigur ist dem Wappen des Schottenstifts entnommen, das heute noch einen Gutshof in Breitenlee betreibt.
- Im Zentrum des Wappens befindet sich die Darstellung des Heiligen Georgs als Drachentöter in goldener Rüstung auf einem silbernen Pferd. Die Darstellung repräsentiert den Bezirksteil Kagran und geht auf das Patronat der Kagraner Pfarrkirche zurück.
- Rechts schließt sich das Wappen von Essling an. Es zeigt einen, durch eine Schärpe mit Rautenmuster verzierten, goldenen Adlerflügel auf einem quergeteilten roten und silbernen Feld. Das Wappen ist dem Wappen der Herren von Eslarn entnommen.
- Im unteren Wappenbereich steht links eine goldene Schiffsmühle auf blauem Grund für den Bezirksteil Kaisermühlen. Sie symbolisiert die zahlreichen Schiffsmühlen, die sich einst hier befanden.
- Rechts davon repräsentiert ein auf einer grünen Wiese vor rotem Hintergrund springender, goldener Zehnender als sprechendes Wappen den Bezirksteil Hirschstetten.[6]

## Geschichte

### Namensherkunft
Der Name Donaustadt wurde Ende des 19. Jahrhunderts für ein Areal im 2. Bezirk verwendet, welches nach der Donauregulierung in den 1870er Jahren als Bauland nutzbar gemacht wurde. Ein Teil des Feuerwerksmaises (das heutige Stuwerviertel) zwischen Ausstellungsstraße, Lassallestraße und Donau sowie der Bereich zwischen Nordbahnhof und Donau wurden als neuer Stadtteil projektiert und bis zum Beginn des 20. Jahrhunderts fast vollständig verbaut. Da der Name Donaustadt von der Bevölkerung offenbar nicht benutzt wurde und sich stattdessen andere Grätzl-Namen bildeten, wurde er 1954 als Name für den neuen 22. Bezirk gewählt. Der Name Donaustadt in seiner ursprünglichen Bedeutung ist heute noch bei der Bezeichnung der römisch-katholischen Pfarre Donaustadt um die Franz-von-Assisi-Kirche im 2. Bezirk in Verwendung und ist ferner in historischen Zeitungsberichten oder alten Stadtplänen zu finden.

### Vor 1904

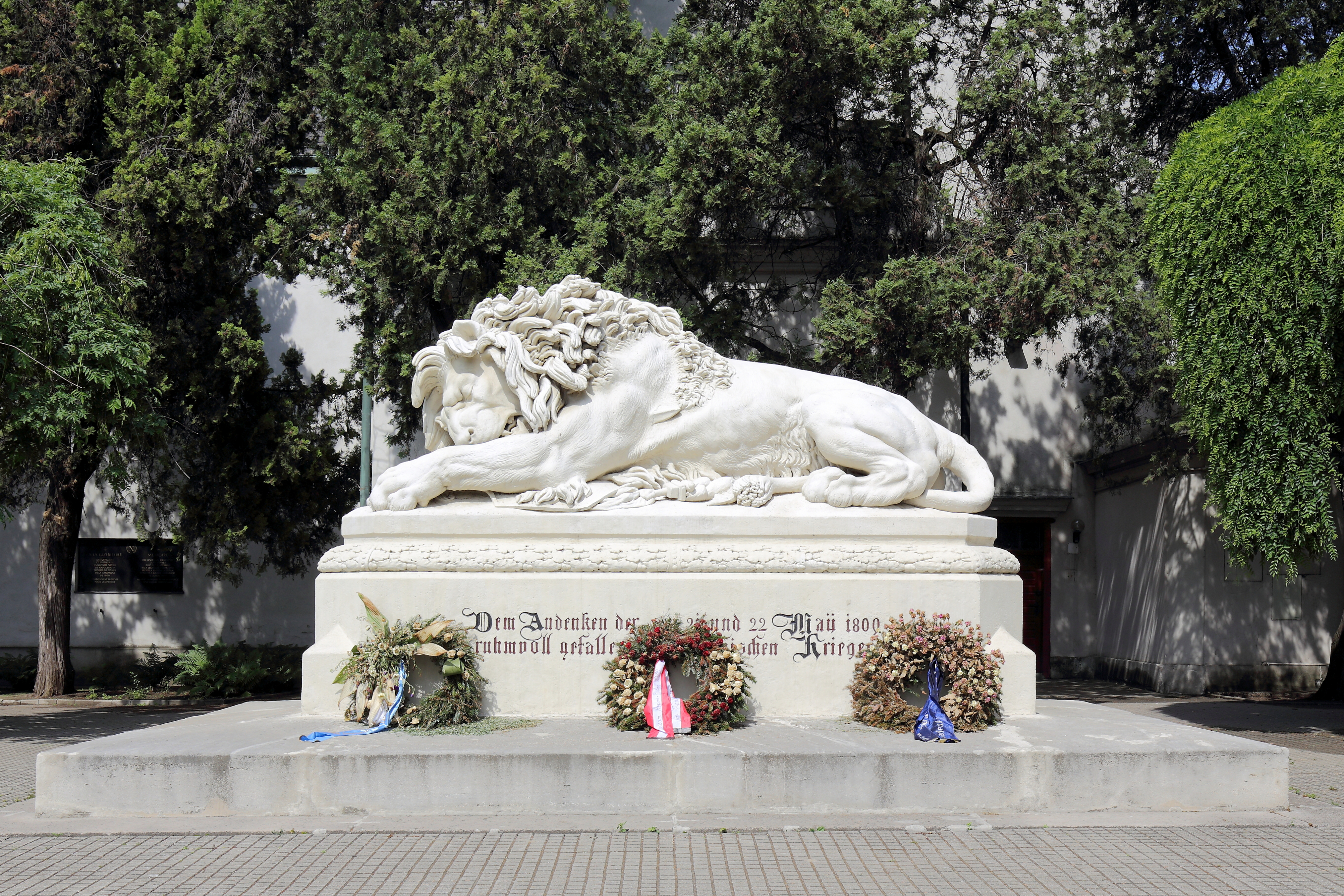
Der „Asperner Löwe“ in Erinnerung an die Schlacht bei Aspern 1809

Bekanntestes historisches Ereignis auf heutigem Bezirksgebiet war die 1809 von Erzherzog Karl mit Napoleon Bonaparte ausgefochtene Schlacht bei Aspern und Essling, die erste militärische Niederlage, die dem Kaiser der Franzosen zugefügt wurde. Das kleine Museum Aspern 1809 erinnert daran, in der Lobau findet man Gedenksteine.
1785–1821 erschien in Wien eine populäre Zeitschrift, für die der Ortsname Kagran im Titel verwendet wurde: Briefe eines Eipeldauers an seinen Herrn Vetter in Kakran über d'Wienstadt (Eipeldau = Leopoldau; Vetter = Cousin). In stilisiertem Dialekt kommentierte ein „Bauer aus Eipeldau“, dem Nachbarort Kagrans, aktuelle Lokalereignisse und entwarf ein satirisches Bild Wiens.
Kaisermühlen war der erste Bezirksteil, der nach Wien eingemeindet wurde. Vor der Donauregulierung südlich des Hauptarms des Stromes gelegen, wurde Kaisermühlen mit anderen Gebieten 1850 als 2. Bezirk, Leopoldstadt, eingemeindet und blieb auch nach der Regulierung, nun am nördlichen Ufer des neuen Hauptstromes, bis 1938 beim 2. Bezirk. Der Name …mühlen verweist auf die zahlreichen Schiffsmühlen an der unregulierten Donau.
Die regelmäßigen Überschwemmungen der Donau in der Region Wien nährten zwar den Auwald, den heutigen Nationalpark, störten jedoch die wirtschaftliche Entwicklung in den stromnahen Gebieten. Die 1870–1875 vorgenommene Wiener Donauregulierung behob dieses Problem weitgehend; auf heutigem Bezirksgebiet entstanden dadurch zahlreiche Altarme der Donau.

### 1904: 21. Bezirk
1904 gelang es dem Wiener Bürgermeister Karl Lueger, die Stadt, die sich bis dahin (abgesehen von Kaisermühlen) nur am rechten Donauufer ausbreitete, auf das linke Donauufer zu erweitern. Die Orte Floridsdorf, Jedlesee, Großjedlersdorf, Donaufeld, Leopoldau, Kagran, Hirschstetten, Stadlau und Aspern sowie Augebiet der Lobau wurden per Gesetz eingemeindet, 1910 auch Strebersdorf. Damit kamen etwa zwei Drittel des heutigen 22. Bezirks im neuen 21. Bezirk zu Wien.
Im Roten Wien, 1919–1934, setzte rege Bautätigkeit ein. Der Goethehof in Kaisermühlen, die Freihofsiedlung in Kagran und andere Gemeindebauten entstanden. An der Alten Donau wurden Freibäder eingerichtet.

### 1938: 22. Bezirk, Groß-Enzersdorf
1938 errichtete das NS-Regime Groß-Wien und gliederte die Stadt teilweise neu. Der am 15. Oktober 1938 errichtete neue 22. Bezirk, Groß-Enzersdorf, wurde entlang des nördlichen Astes der Ostbahn vom 21. Bezirk geschieden, so dass damals Kagran noch beim 21. Bezirk verblieb, Stadlau, Hirschstetten, Aspern und die Lobau zum 22. Bezirk gelangten. Kaisermühlen wurde damals vom 2. in den 21. Bezirk umgegliedert.

### 1945: Im sowjetischen Sektor
Nach dem Zweiten Weltkrieg war die Donaustadt von Mitte April 1945 bis zum Herbst 1955 sowjetisch (in Wien sagt[e] man: „russisch“) besetzt (siehe: Besetztes Nachkriegsösterreich). Den Vereinbarungen der vier Alliierten zufolge wurde Wien in seinen Grenzen von 1937 in vier Sektoren geteilt. Das erst 1938 eingemeindete Bezirksgebiet zählte besatzungsrechtlich zum Land Niederösterreich, und somit zur sowjetischen Besatzungszone Österreichs.

### 1946/1954: 22. Bezirk, Donaustadt
Die Politiker Wiens und Niederösterreichs waren sich einig, die meisten der 1938 eingemeindeten niederösterreichischen Gemeinden wieder rückzugliedern. Von den 1938 zu Wien gekommenen 15 Marchfeldgemeinden sollten nur Süßenbrunn, Breitenlee und Essling bei Wien verbleiben. Wien (Landtagsbeschluss vom 29. Juni 1946), Niederösterreich und der Bund erließen dazu übereinstimmende Verfassungsgesetze.
Aufgrund eines Einspruches der sowjetischen Besatzungsmacht im Alliierten Rat konnten die Gebietsänderungsgesetze vorerst nicht in Kraft treten. Erst 1954 stimmten die sowjetischen Vertreter dem Vorhaben zu. Nun konnte das Bezirkseinteilungsgesetz Wiens kundgemacht werden und trat am 2. Juli 1954 in Kraft. Der Bezirk bekam seinen heutigen Namen Donaustadt, da der bis dahin namensgebende Stadtteil Groß-Enzersdorf wieder selbstständige Stadtgemeinde in Niederösterreich wurde. Die Grenze zum 21. Bezirk wurde an die Wagramer Straße bzw. nördlich davon verlegt. Kagran und Kaisermühlen gehörten nun zum 22. Bezirk.

### Die letzten Jahrzehnte

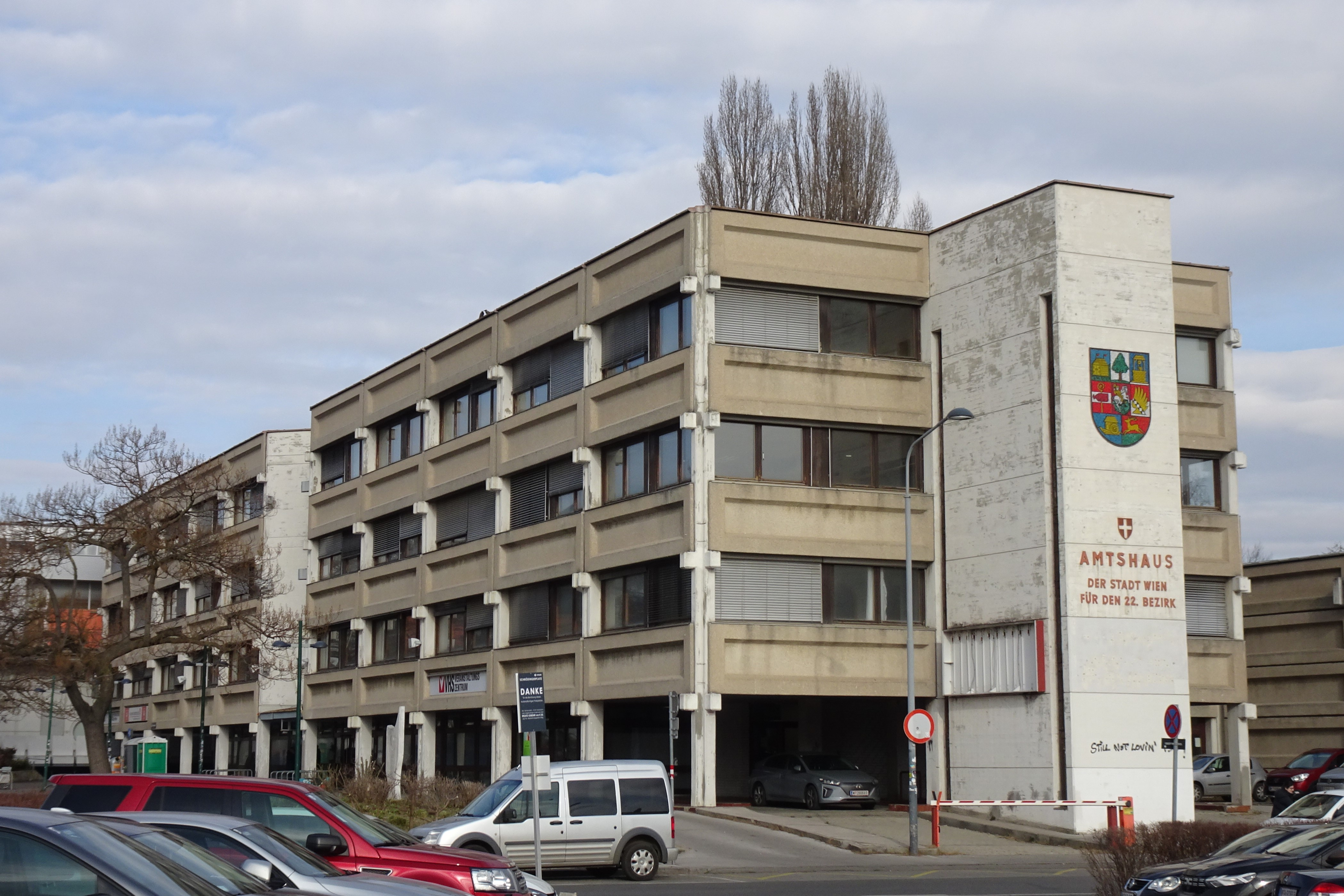
Das Bezirksamt aus dem Jahr 1972, Abriss geplant für 2026.

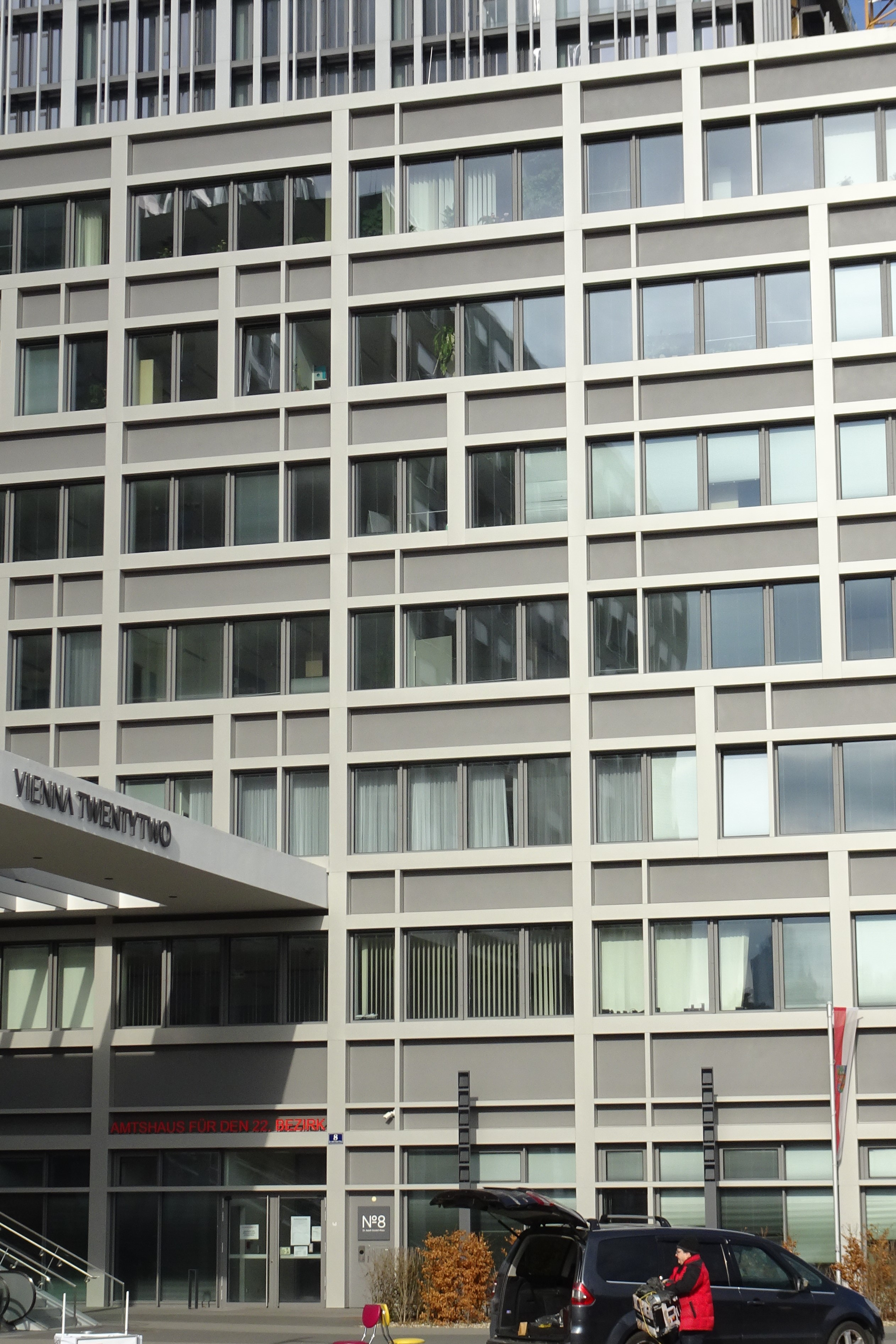
Das nunmehrige Bezirksamt

Später kam es viermal zu Änderungen des Grenzverlaufs zum 21. Bezirk. 1964 wurde die Bezirksgrenze im Bereich der östlichen Aderklaaer Straße und im Bereich des Bruckhaufens in Donaufeld geringfügig verschoben.
1995 erfolgte eine Grenzanpassung im Bereich Zehdengasse und Eipeldauerstraße. Über weite Strecken änderte sich der Grenzverlauf zu Floridsdorf im Jahr 2002 und zwar in den Bereichen Oskar-Grissemann-Straße, Josef-Baumann-Gasse, Alte Donau, Drygalskiweg und Wagramer Straße. Betroffen von diesen Grenzänderungen waren vor allem Verkehrsflächen, außerdem erhielt die Donaustadt dadurch einen größeren Anteil an der Wasserfläche der Alten Donau und verlor im Gegenzug die große Sportanlage in der Eipeldauer Straße an Floridsdorf.
1964 wurde auf dem Gelände einer ehemaligen Mülldeponie und einer wilden Siedlung („Bretteldorf“) die Wiener internationale Gartenschau (wig64) abgehalten. Dazu wurde am nördlichen Rand des Areals der Donauturm errichtet. Zwischen dem heute Donaupark genannten Gelände, der Wagramer Straße und der Neuen Donau entstanden die 1979 eröffnete UNO-City, das 1987 eröffnete internationale Konferenzzentrum Austria Center Vienna und ab 1993 die Donau City als neuer Stadtteil. Das dazugehörige Ufer der Neuen Donau an der Reichsbrücke wird als „Copa Cagrana“ bezeichnet.
1973 wurden am Steinsporn zwei Kraftwerksblöcke des Dampfkraftwerks Donaustadt in Betrieb genommen. Die Verantwortlichen hielten sich die Möglichkeit offen, den geplanten Block 3 als Kernkraftwerk auszuführen.
Zwischen Stadlau und Aspern wurde 1978–1998 die Klinik Donaustadt (bis 2020 Donauspital, auch Sozialmedizinisches Zentrum Ost (SMZ-Ost) genannt) errichtet. Es ist das zweitgrößte Spital Wiens.
Die ehemaligen Vororte Wiens waren früher ländlich geprägt. Ihre ehemaligen Dorfkerne sind, mit der Ausnahme Stadlaus, heute noch sichtbar. Bis heute werden große Gebiete gärtnerisch oder landwirtschaftlich genutzt. Dadurch war der Bezirk lange Zeit der am dünnsten besiedelte Wiens. Dies änderte sich erst in den vergangenen Jahren durch eine intensive Urbanisierung.
Mit der schnellen Entwicklung des Bezirks ging auch der Bau von Hochhäusern einher, vor allem im Bereich Kaisermühlen (DC Tower 1 und 2) sowie im Zentrum des Bezirks bei der U-Bahn-Station Kagran. In einem dieser Hochhäuser (Dr.-Adolf-Schärf-Platz 8) sind seit 2023 das Magistratische Bezirksamt und die Bezirksvorstehung untergebracht. Gegen den für Abriss des aus den mittleren 1970ern stammenden Amtsgebäudes am Schrödingerplatz gab und gibt es nach wie vor Proteste.

## Bevölkerung
Bevölkerungsentwicklung
Quelle: Statistik.at

### Bevölkerungsentwicklung
Das heutige Bezirksgebiet von Donaustadt weist das stärkste Bevölkerungswachstum aller Wiener Gemeindebezirke auf. Durch die große Fläche des heutigen Bezirksgebietes und die gärtnerische oder landwirtschaftliche Nutzung standen und stehen große Flächen für eine fortschreitende Urbanisierung zur Verfügung. Der Schutz der Lobau, die einen großen Flächenanteil am Bezirksgebiet hat, schränkt die Urbanisierung gleichzeitig ein. Bereits vor der Eingemeindung wiesen die damals noch selbständigen Gemeinden sehr hohe Wachstumsraten auf. Zwischen 1869 und dem Jahr 1910 hatte sich die Bevölkerung bereits verachtfacht. Bis 1939 setzte sich das hohe Wachstum auf etwas niedrigerem Niveau fort und verdoppelte sich nochmals. Nach einer Stagnation in den 1940er und 1950er Jahren setzte in den 1960er Jahren erneut ein hohes Wachstum ein, das bis heute zu den höchsten Werten aller Gemeindebezirke zählt. Donaustadt hatte Anfang 2015 eine Einwohnerzahl von 172.798 Menschen und ist damit der Bezirk mit der nach Favoriten zweitgrößten Bevölkerungszahl. Dennoch ist der Bezirk auch heute noch vergleichsweise dünn besiedelt. Die Bevölkerungsdichte betrug Anfang 2015 1.689 Einwohner/km², lediglich der Bezirk Hietzing ist dünner besiedelt.

### Bevölkerungsstruktur
In der Donaustadt war die Bevölkerungsstruktur 2005 deutlich jünger als der Durchschnitt Wiens. Die Zahl der Kinder unter 15 Jahren erreichte mit einem Anteil von 18,0 % an der Bezirksbevölkerung den höchsten Wert in Wien (14,6 %). Der Anteil der Bevölkerung zwischen 15 und 59 Jahren war mit 62,9 % (Wien: 63,4 %) etwa im Wiener Durchschnitt, während der Anteil der Menschen im Alter von 60 oder mehr Jahren mit 19,1 % (Wien: 22,0 %) im unteren Bereich der Wiener Bezirke lag. Die Geschlechterverteilung lag im Bezirksgebiet 2001 bei 47,8 % Männern und 52,2 % Frauen, die Anzahl der verheirateten Bevölkerung war mit einem Anteil von 43,9 % gegenüber 41,2 % über dem Durchschnitt Wiens.

### Herkunft und Sprache
Der Anteil der ausländischen Bezirkseinwohner lag 2005 bei 9,7 % (Wien: 18,7 %). Dies war der zweitniedrigste Wert eines Wiener Gemeindebezirks. Wie im gesamten Bundesland weist der Ausländeranteil jedoch ein Wachstum auf, 2001 lag der Anteil noch bei 7,4 %. Den höchsten Anteil der Ausländer stellten 2005 mit rund 1,6 % Anteil an der Bezirksbevölkerung Staatsbürger aus Serbien und Montenegro. Weitere 0,8 % waren türkische, 0,8 % polnische und 0,6 % deutsche Staatsbürger. Insgesamt waren 2001 15,9 % der Bezirksbevölkerung nicht in Österreich geboren worden. 2,3 % sprachen als Umgangssprache Serbisch, 1,9 % Türkisch und 1,1 % Kroatisch.

### Religionsbekenntnis
Donaustadt weist mit 54,7 % einen der höchsten Bevölkerungsanteile an Menschen mit römisch-katholischem Glauben in Wien auf (49,2 %). Dies liegt u. a. im verglichen mit anderen Stadtbezirken geringen Anteil von andersgläubigen Migranten begründet. Es gibt im Gemeindebezirk 13 römisch-katholische Pfarren, die das Stadtdekanat 22 bilden. Demgegenüber ist der Anteil der Menschen mit islamischem Glauben mit 4,3 % sowie der orthodoxen Gläubigen mit 2,8 % stark unter dem Durchschnitt (Wien: 7,8 % bzw. 6 %). Der Anteil der evangelischen Bewohner lag mit 4,5 % im Rahmen Gesamtwiens. 28,7 % der Bezirksbevölkerung gehörten 2001 keiner Religionsgemeinschaft an, wobei dies der zweithöchste Wert eines Wiener Gemeindebezirks war. Weitere 5,1 % der Bevölkerung hatten kein oder ein anderes Religionsbekenntnis angegeben.

## Politik
| Bezirksvorsteher seit 1945 | Bezirksvorsteher seit 1945 | Bezirksvorsteher seit 1945 |
| -------------------------- | -------------------------- | -------------------------- |
| Mathias Böhm               | KPÖ                        | 1945–1946                  |
| Leopold Horacek            | SPÖ                        | 1946–1959                  |
| Rudolf Köppl               | SPÖ                        | 1959–1977                  |
| Rudolf Huber               | SPÖ                        | 1977–1981                  |
| Albert Schultz             | SPÖ                        | 1981–1993                  |
| Leopold Wedel              | SPÖ                        | 1993–1997                  |
| Franz-Karl Effenberg       | SPÖ                        | 1998–2005                  |
| Renate Winklbauer          | SPÖ                        | 2005–2006                  |
| Norbert Scheed             | SPÖ                        | 2006–2014                  |
| Ernst Nevrivy              | SPÖ                        | 2014–                      |

Von der sowjetischen Besatzungsmacht wurde anfangs der Kommunist Mathias Böhm als erster Bezirksvorsteher des 22. Bezirks eingesetzt. Ihm folgte der Sozialdemokrat Leopold Horacek nach. Auf Grund des bis 1954 ungeklärten Status des Bezirkes gab es in der Donaustadt keine Bezirksvertretungswahlen. Horacek wurde schließlich bei den Bezirksvertretungswahlen 1954 bestätigt. Bis heute blieb der Bezirk fest in der Hand der Sozialdemokraten.
- Noch 1991 konnte die SPÖ rund 55 % der Stimmen auf sich vereinigen, ehe sie nach dem Aufstieg der FPÖ (rund 29 %) bei den Wahlen 1996 mit rund 43 % erstmals die absolute Mehrheit verlor.
- Doch schon bei den Bezirksvertretungswahlen 2001 konnte die SPÖ mit rund 54,25 % die absolute Mehrheit zurückerobern.
- Bei der Bezirksvertretungswahl 2010 sah das Bild wieder fast wie vorher aus: * SPÖ (47,9 %), FPÖ (30,2 %), ÖVP (9,5 %), die Grünen (8,7 %) und die KPÖ (1,4 %) sowie das neugegründete BZÖ (1,1 %).
- 2015 konnte die SPÖ mit 40,7 % trotz Verlusten den ersten Platz halten, die FPÖ erreichte 36,7 %, dahinter die Grünen mit 8,5 % und die ÖVP mit 6,9 %. Ebenfalls zog NEOS mit 4,7 % in die Bezirksvertretung ein.
- 2020 konnte die SPÖ auf 45,1 % zulegen, den zweiten Platz konnte nach Jahrzehnten die ÖVP mit knapp 20 % für sich beanspruchen, wobei sie ihren Stimmenanteil nahezu verdreifachte, die Grünen erreichten mit rund 11 % den 3. Platz, die FPÖ stürzte desaströs auf rund 9,8 %. NEOS konnten sich auf circa 6 % verbessern.

## Wirtschaft und Infrastruktur
Der Knabbergebäckhersteller Kelly hat seinen Firmensitz in der Donaustadt.

### Verkehr

#### Eisenbahn, S-Bahn
Die erste und lange Zeit wichtigste Eisenbahn Österreichs, die 1837 eröffnete Nordbahn, quert im 1938 eingemeindeten Süßenbrunn sehr peripher das Bezirksgebiet. 1962 wurde auf dieser Strecke der erste Schnellbahnverkehr Wiens eingerichtet. Nahe der Station Süßenbrunn, jedoch großteils auf dem Gebiet der niederösterreichischen Nachbargemeinde Gerasdorf, befinden sich Schleifen zur Verbindung von Nord- und Ostbahn, über die Fernzüge der Nordbahn (zum / vom Wiener Hauptbahnhof, früher zum / vom Südbahnhof, Ostseite) und S-Bahn-Züge geführt werden. Der Entseuchungsbahnhof Süßenbrunn liegt zur Gänze auf Gerasdorfer Gebiet.
1870 wurde die Ostbahn auf Bezirksgebiet eröffnet. Im späteren Bezirksteil Stadlau wurde ein Bahnknotenpunkt errichtet: Die aus südlicher Richtung vom anderen Donauufer kommende Strecke teilt sich hier in den nördlichen Ast Richtung Mähren und den östlichen Ast Richtung Pressburg, auf dem einst der Orient-Express verkehrte. Um den Bahnhof siedelte sich Industrie an. Da das Gebiet, durch das die beiden Ostbahnäste gebaut wurden, sehr dünn besiedelt war, konnten die Strecken wie mit dem Lineal gezogen trassiert werden. Im Ersten Weltkrieg hatte der zwischen den beiden Ostbahnästen errichtete Verschiebebahnhof Breitenlee (von dem heute nur mehr Reste bestehen) große Bedeutung für Truppen- und Materialtransporte. Auf dem Pressburger Ostbahnast wurde in den letzten Jahrzehnten S-Bahn-Betrieb eingerichtet.

#### Dampftramway
1886–1970 wurde der spätere 22. Bezirk von einer Straßenbahnstrecke erschlossen, die in Floridsdorf (wo sie an eine Linie vom Stadtzentrum anschloss) begann und über Kagran, Aspern und Essling nach Groß-Enzersdorf führte. Die ursprüngliche Strecke der Dampftramway-Gesellschaft vormals Krauss & Comp. begann im Stadtzentrum an der heutigen Salztorbrücke, später an der heutigen Augartenbrücke. 1901 verkehrten pro Fahrtrichtung fünf Züge täglich.

#### Straßenbahn
Am 23. Jänner 1922 nahmen die Städtischen Straßenbahnen unter den Liniensignalen 217 (zumeist Kagran–Aspern, im Zweiten Weltkrieg bis Essling) und 317 (Kagran–Groß-Enzersdorf) Richtung Essling den elektrischen Betrieb auf. (Die Teilstrecke Floridsdorf–Kagran war bereits seit 23. Jänner 1912 als Linie 17 in das elektrische Straßenbahnnetz integriert worden und wird heute von den Linien 25 & 26 befahren.) Beide Linien waren zu Kriegsende 1945 mehr als sieben Monate (7. April–14. November) eingestellt. Die Haltestelle Englisch-Feld-Gasse in Essling war Tarifgrenze. Wer nach Groß-Enzersdorf weiterfahren wollte, musste beim Schaffner einen zweiten Fahrschein lösen. Ab 16. Juli 1966 wurden der 217er und 317er von Floridsdorf aus betrieben. Am 30. August 1970 wurde der Straßenbahnbetrieb auf dieser Strecke eingestellt, ab 31. August 1970 verkehrten hier Autobusse.
Als elektrische Straßenbahn verkehrten im 22. Bezirk weiters folgende Linien, die, von / über Praterstern und Reichsbrücke kommend, Teile der Wagramer Straße befuhren (Liniensignale mit Ziffern und Buchstaben ab 1907):
- 25: Praterstern–Kagran (1898, ab 1962 bis Kagraner Friedhof), in Spitzenzeiten als 25R und 25K über Praterstraße, Ringstraße und Franz-Josefs-Kai bzw. Kai und Ring verlängert, seit 1982 auf der Strecke Kagran–Leopoldau geführt, dort 2006 ebenfalls von der U1 abgelöst
- 16: Praterstern–Stadlau über Erzherzog-Karl-Straße (1911–1971), seit Verlängerung zum Donauspital 1971 ab Schottenring geführt und als Linie 26 bezeichnet, später nach Aspern verlängert, ab 1982 von Kagran, heute als Linie 25 von Floridsdorf aus über Kagran geführt
- 24: Schottenring–Kaisermühlen über Taborstraße (1900), Heinestraße und Schüttaustraße (1899), 1938–1959 auch als 24R und 24K über Ring und Kai, außerdem 1937–1960 als Linie C von Hernals, Wattgasse, ab 1940 Teichgasse, über den Schottenring geführt; 1965 durch die Verlängerung der Linien A und Ak, 1966 durch die vorher nur von / bis Reichsbrücke geführten Linien B und Bk (Kaisermühlen–Praterstraße–Ringstraße–Franz-Josefs-Kai–Praterstraße–Reichsbrücke–Kaisermühlen bzw. über Kai und Ring) ersetzt; seit 1982 wird Kaisermühlen von Autobuslinien bedient

Der Betriebsbahnhof (die Remise) Kagran der Städtischen Straßenbahnen befand sich in der Wagramer Straße nahe der Einmündung der Erzherzog-Karl-Straße.
Derzeit verkehren auf Donaustädter Bezirksgebiet die Linien 25 und 26, die Floridsdorf mit Aspern bzw. Strebersdorf mit der Seestadt Aspern verbinden. Im Zuge der Verlängerung der U2 bis zur Seestadt Aspern im Oktober 2013 wurde dazu für den 26er eine Neubaustrecke, teilweise in Hochlage, errichtet, die vom Kagraner Platz über den Gewerbepark Stadlau nach Hirschstetten und weiter bis zur U2-Station Hausfeldstraße führt. Schon im Jahr davor wurde für die Linie 25 ein neuer Anschluss von der Donaufelderstraße im Bereich der Veterinärmedizinischen Universität zum Zentrum Kagran gebaut.

#### Flugverkehr
Im 22. Bezirk befand sich 1912–1954 der dem internationalen Verkehr dienende Wiener Flughafen Aspern. Beim „Anschluss“ landeten hier 1938 Maschinen der deutschen Luftwaffe. 1954 übernahm der Flughafen Schwechat den internationalen Verkehr; 1977 wurde der „Flugplatz“ auch für Sportflugzeuge geschlossen. Das Areal ist mittlerweile vollständig in der Seestadt Aspern aufgegangen.

#### Donauschifffahrt
1939/40 wollte das Deutsche Reich die seit langem vorhandenen Pläne für den Donau-Oder-Kanal verwirklichen. Der Krieg ließ aber nur den Bau von vier kleineren Abschnitten bis Groß-Enzersdorf zu. Zwei davon, die Abzweigung von der Donau und ein seit dem Bau „naturbelassener“ Abschnitt in der Lobau, befinden sich heute auf Wiener Stadtgebiet und somit im 22. Bezirk. An der Abzweigung von der Donau entstand damals auch der Ölhafen Lobau mit dem so genannten Zentraltanklager. Der Donau-Oder-Kanal trennt die Obere von der Unteren Lobau.

#### U-Bahn

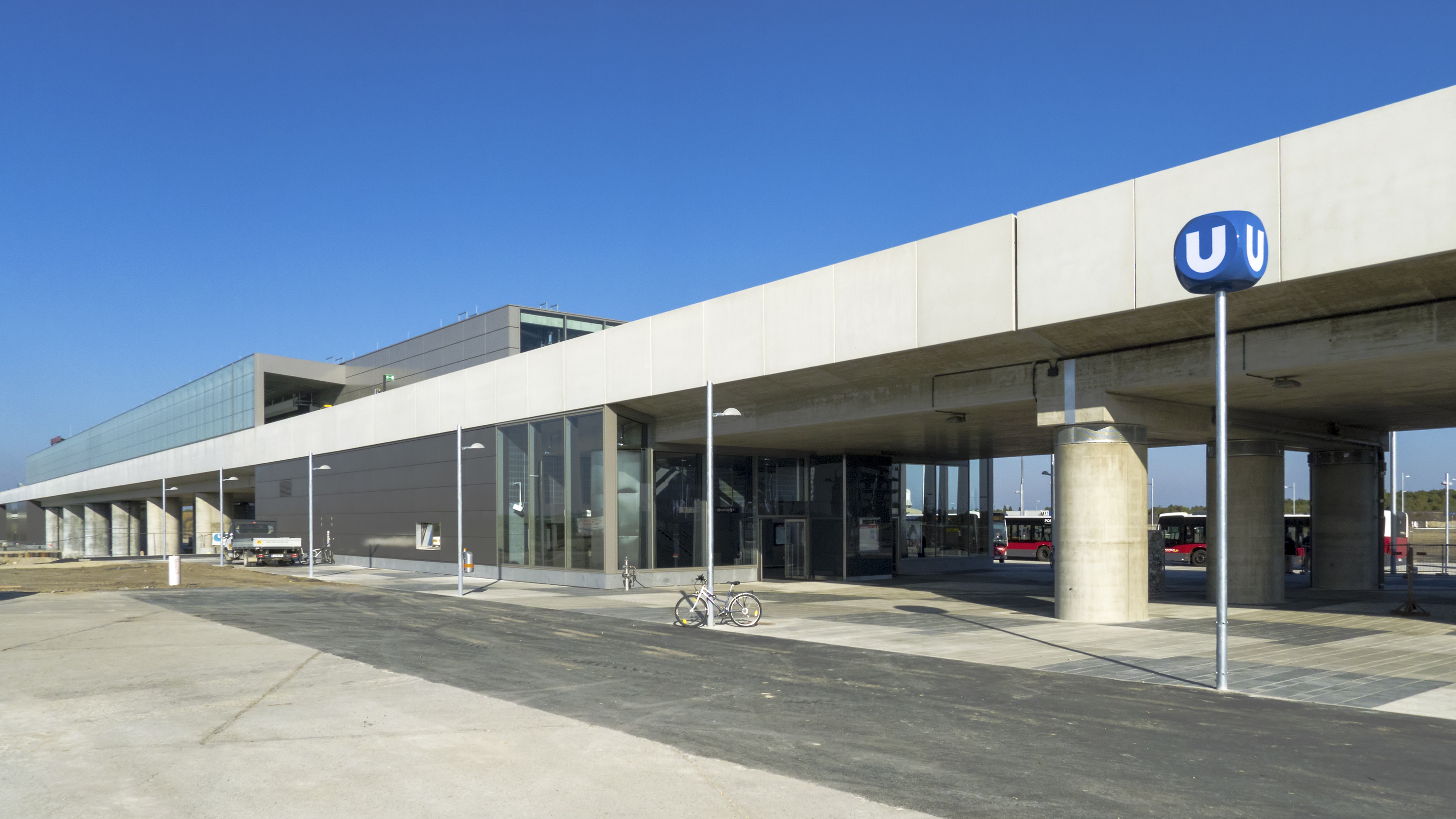
U-Bahn-Endstation „Seestadt“

1976 stürzte die Reichsbrücke, eine Kettenbrücke, ein. Aus diesem Grund wurde der U-Bahn-Bau in den 22. Bezirk vorgezogen und die neue, 1980 eröffnete Reichsbrücke mit einem Untergeschoß für die U1 errichtet. 1982 wurde der Betrieb auf der neuen Teilstrecke Praterstern–Kagran aufgenommen, 2006 auf der Verlängerung nach Leopoldau (S-Bahn-Anschluss). Seit 2010 verkehrt die Linie U2 zur Aspernstraße. Am 5. Oktober 2013 ist eine weitere Verlängerung zum neu entstehenden Stadtteil auf dem Areal des einstigen Flughafens Aspern erfolgt.

#### Straßen
Die erste völlig neue Donaubrücke Wiens im 20. Jh. war die 1970 eröffnete Praterbrücke, die den 22. Bezirk beim südlichen Ende der Alten Donau erreicht und über die Südosttangente genannte Stadtautobahn A 23 führt. Im Zuge des Baues der Neuen Donau wurde an deren Donaustädter Ufer bis 1989 die zum beträchtlichen Teil im Tunnel geführte Donauufer Autobahn A 22 gebaut, deren südliches Ende am Autobahnknoten Kaisermühlen mit der Südosttangente verknüpft ist. Von hier aus erreicht man über die ebenfalls zur Donau parallele Raffineriestraße das Zentraltanklager Lobau. Auch die mitten durch die Donaustadt verlaufende Donau Straße ist über die B 3b angebunden.
Als B 3d ist die Stadtstraße Aspern in Bau, die beim Knoten Hirschstetten an die Südosttangente angebunden wird. Von dort aus nordwärts führt die Nordrand Schnellstraße S 2 (meist etwa parallel zur Laaer Ostbahn) zur Wagramer Straße nahe Süßenbrunn und der nördlichen Stadtgrenze. Ab dem künftigen Knoten Süßenbrunn geht diese in die Wiener Außenring Schnellstraße S 1 über, die Wien großräumig umfahrend nach Korneuburg zur A22 führt.

### Infrastrukturbauten

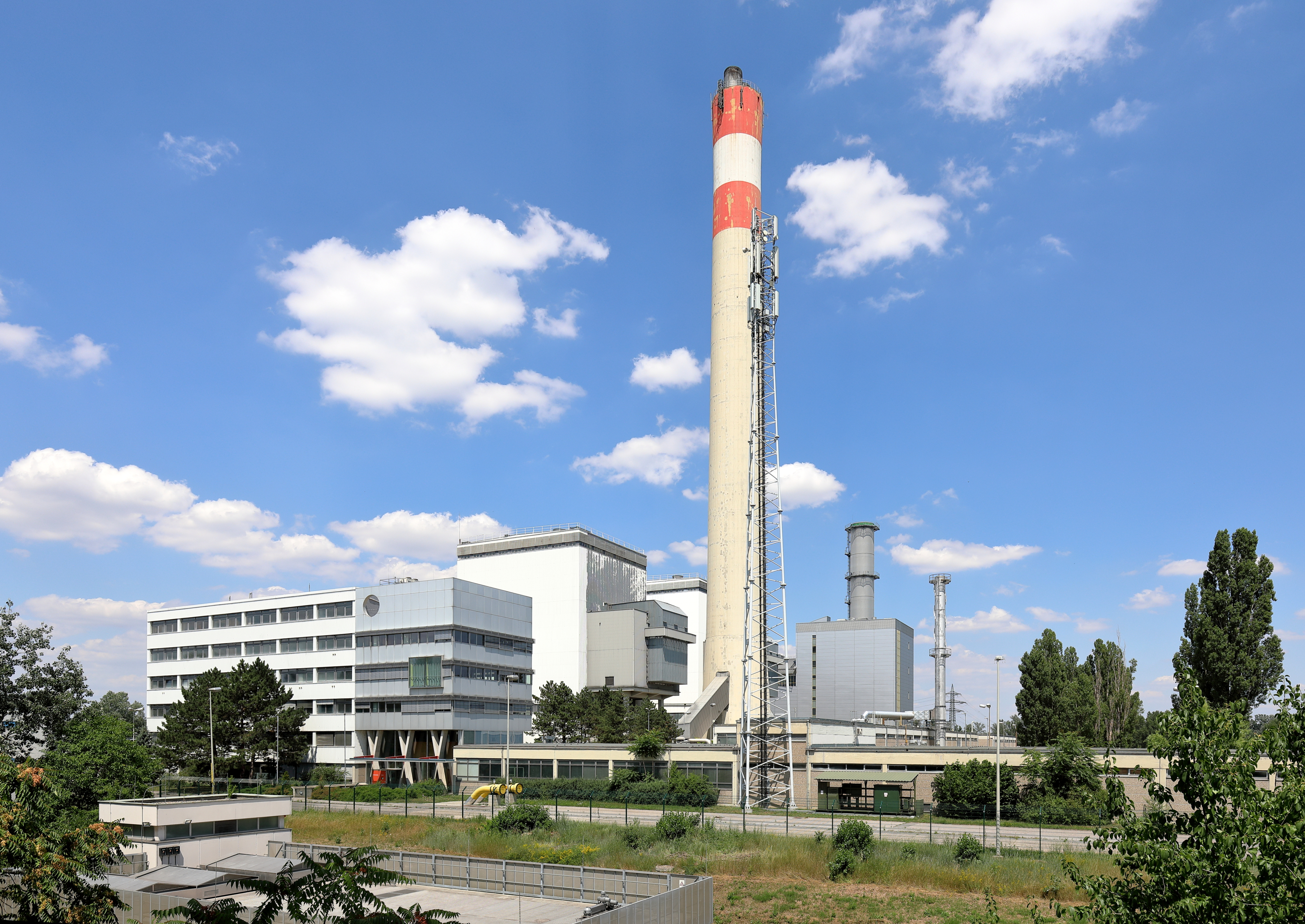
Das Kraftwerk Donaustadt (Südwestansicht)

#### Energieerzeugung
- Das Dampfkraftwerk Donaustadt wurde zwischen 1969 und 1973 errichtet und um den 2001 eröffneten Block 3 erweitert.
- Das Donaukraftwerk Freudenau wurde zwischen 1992 und 1998 errichtet.

#### Entsorgungsanlagen
- Die Deponie Rautenweg ist die einzige Mülldeponie Wiens.
- Das Kompostwerk Lobau wurde 1991 eingerichtet.
- Das Rinterzelt war eine Abfallbehandlungsanlage der Stadt Wien, wurde 1980/81 ursprünglich von einer Privatfirma errichtet, 2019 gesprengt und in Folge abgetragen

#### Gesundheit
- Das Sozialmedizinisches Zentrum Ost – Donauspital wurde zwischen 1978 und 1998 in mehreren Stufen in Betrieb genommen.

#### Schulen
- Die HTL Donaustadt wurde 1983 errichtet.
- Die Berufsschule für Gartenbau und Floristik mit dem Schulgarten Kagran und dem Österreichischen Gartenbaumuseum.

#### Sport
- Die Steffl-Arena wurde anlässlich der Eishockey-Weltmeisterschaft 1996 errichtet.
- Das Gänsehäufel und das Strandbad Alte Donau sind städtische Badeanlagen an der Alten Donau.

#### Veranstaltungszentren
- Das Austria Center Vienna wurde zwischen 1983 und 1987 als Konferenzzentrum errichtet und wird vor allem für Kongresse, Messen und Bälle genutzt.
- Die denkmalgeschützten nach 1900 entstandenen ehemaligen Fabriksgebäude von AEG Austria in der Dr.-Otto-Neurath-Gasse (Industriehof Stadlau) werden unter dem Namen METAStadt für Veranstaltungen und Kongresse genutzt.

#### Sonstiges

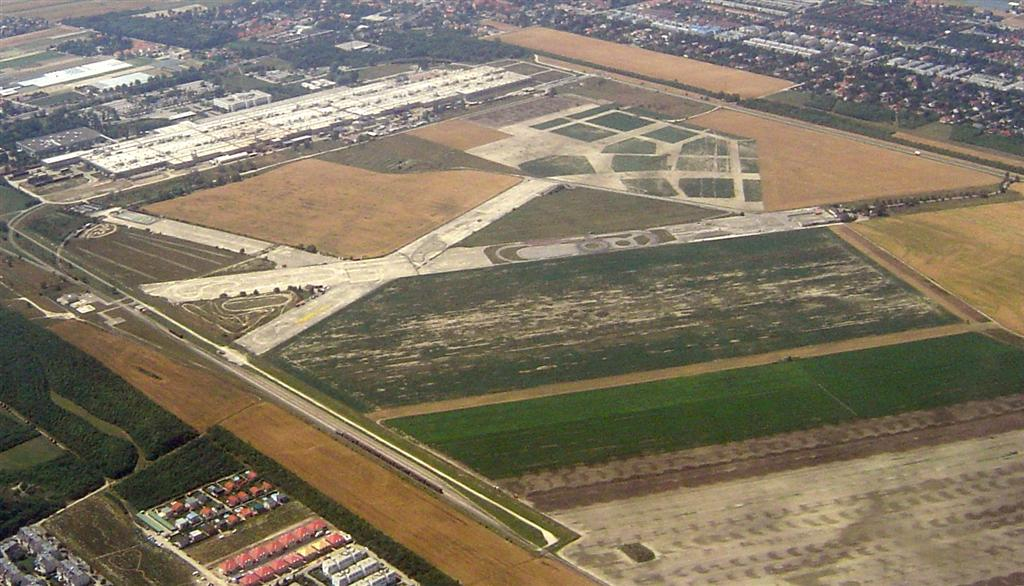
Das ehemalige Flugfeld Aspern (Aufnahme von 2007), auf dem seit 2009 ein neuer Stadtteil entsteht; links oben das Werk von GM Powertrain (heute Opel Wien)

- Die Blumengärten Hirschstetten dienen vor allem der Aufzucht von Blumen für die regelmäßigen Auspflanzungen in den städtischen Grünanlagen.
- Das Donau Zentrum ist Wiens größtes Einkaufszentrum.
- Das Grundwasserwerk Lobau wurde zur Sicherung der Wiener Wasserversorgung errichtet.
- Der Nationalpark Donau-Auen befindet sich zum Teil auch in der Donaustadt.
- Die Neue Donau wurde zwischen 1972 und 1988 als Hochwasserschutz errichtet und bildet gemeinsam mit der Donauinsel ein wichtiges Naherholungsgebiet für Wien.
- Das Vienna International Centre wird allgemein als UNO-City bezeichnet und wurde zwischen 1973 und 1979 als dritter Amtssitz der UNO errichtet.
- Am ehemaligen Flugfeld Aspern entsteht seit 2009 der Stadtteil Seestadt Aspern.
- Ein großer Teil der ehemaligen ELIN-Werke (Industriehof Stadlau) fungiert nunmehr als Veranstaltungszentrum („METAStadt“)

## Persönlichkeiten
- David Alaba (* 1992), Fußballspieler
- Reinhard Divis (* 1975), Eishockeyspieler und -trainer
- Georg Raphael Donner (1693–1741), Bildhauer und Medailleur
- Fatty George (1927–1982), Klarinettist und Jazzmusiker
- Bill Grah (1928–1996), deutscher Jazzmusiker
- Yung Hurn (* 1995), Hip-Hop-Musiker
- Helmut Lang (* 1956), Künstler und Modedesigner
- Der Nino aus Wien[22] (* 1987), Liedermacher und Literat
- Louis Obersteiner (* 2004), österreichisch-französischer Skispringer
- Thomas Prager (* 1985), Fußballspieler
- Josef Sara (* 1954), Fußballspieler
- Robert Sara (* 1946), Fußballspieler und -trainer
- Rudi Stohl (* 1947), Rallyefahrer
- Virginia Kirchberger (* 1993), Fußballspielerin

## Kultur und Sehenswürdigkeiten

### Sehenswürdigkeiten

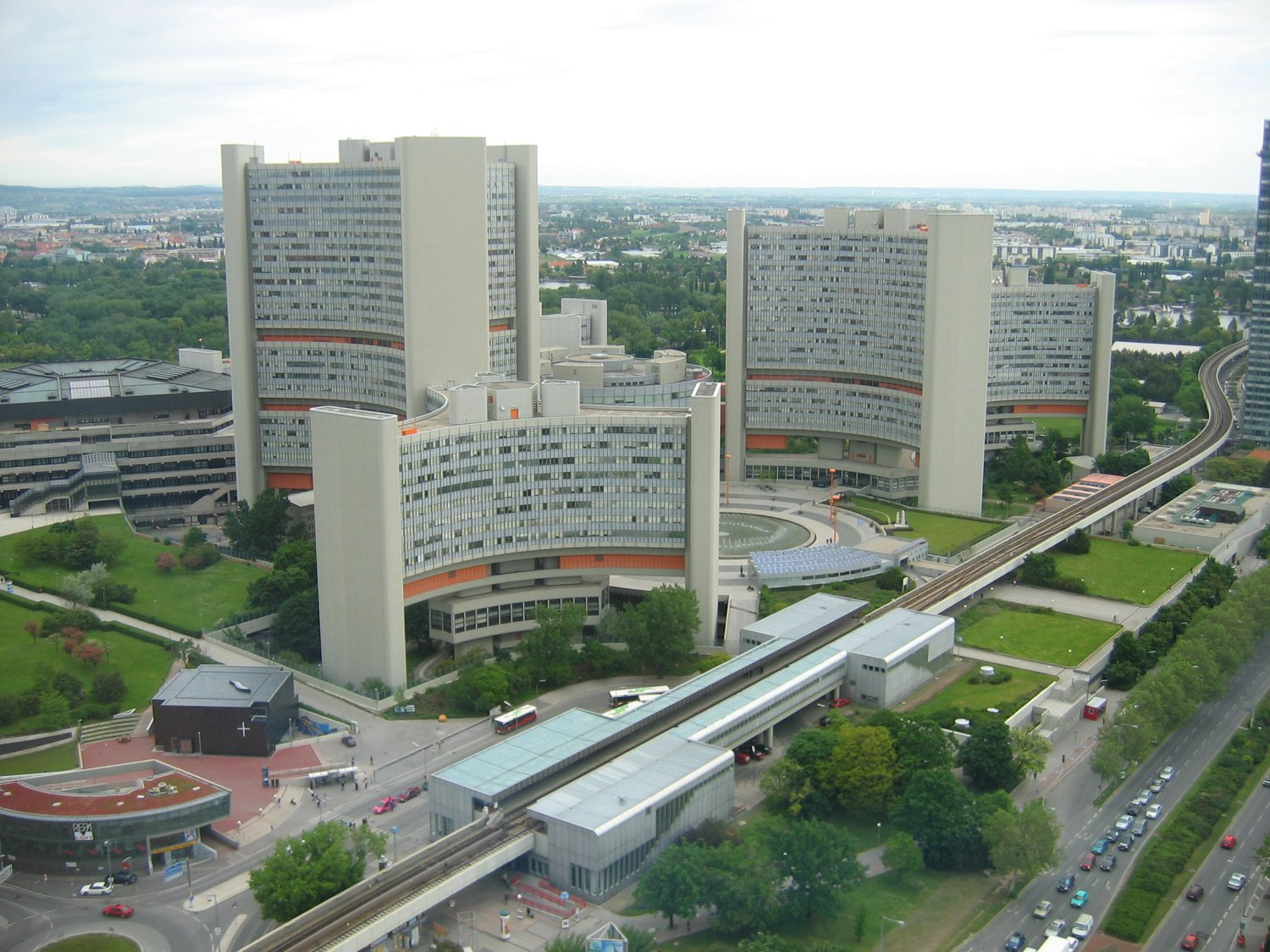
Vienna International Centre

- Vienna International Centre („UNO-City“) mit dem Austria Center Vienna
- Donauturm
- Papstkreuz
- Donau Zentrum (Wiens größtes Einkaufszentrum)
- Wiener Donauinsel
- Alte Donau mit dem Gänsehäufel
- Ein Teil des Nationalparks Donau-Auen liegt im Gebiet des 22. Bezirks.
- Schüttkasten Essling in Essling
- Badeteich Hirschstetten in Hirschstetten

### Museen

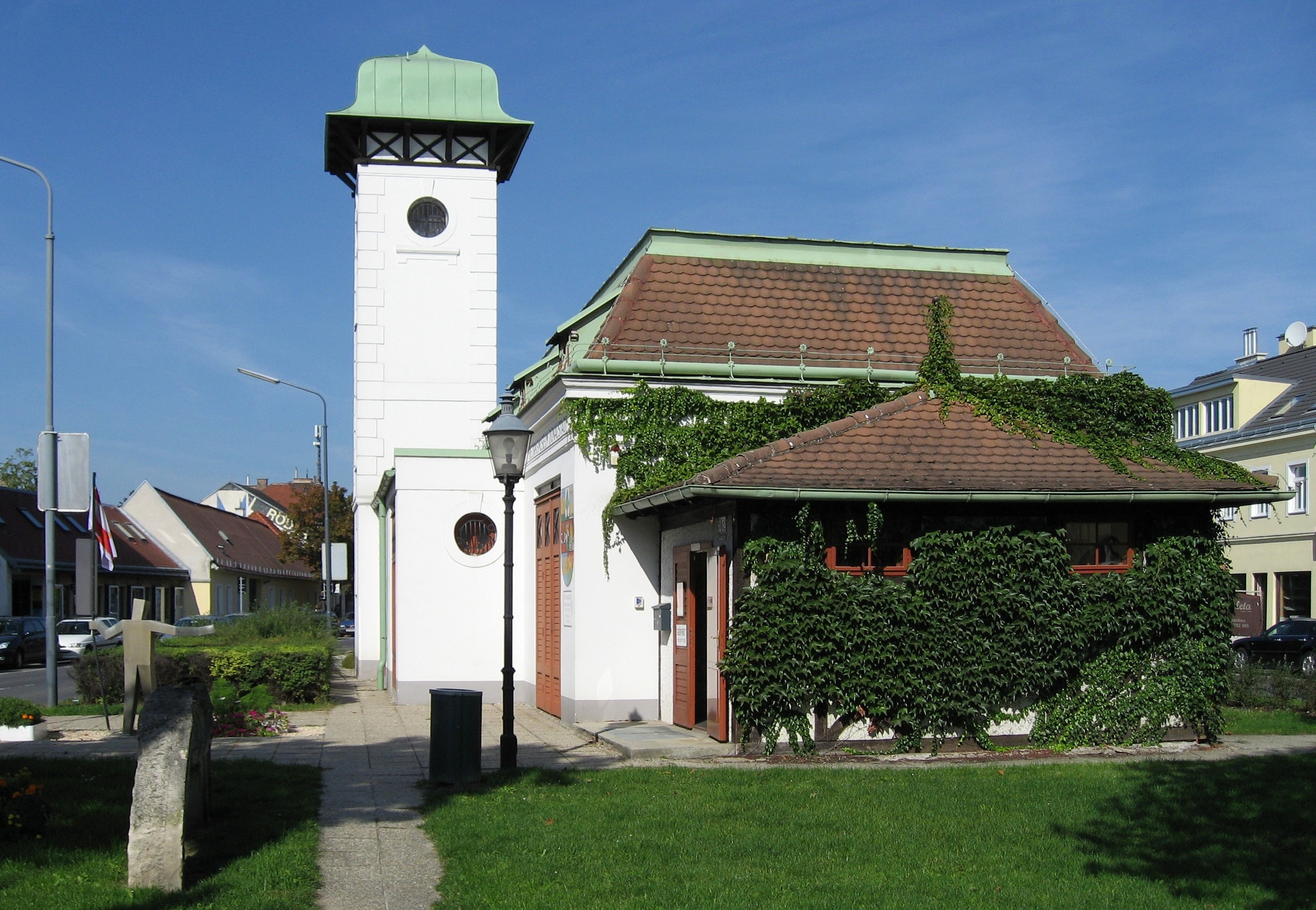
Das Bezirksmuseum Donaustadt im alten Feuerwehrhaus

Das Bezirksmuseum Donaustadt befindet sich auf dem Kagraner Platz und stellt in seiner Dauerausstellung die Geschichte der Bezirksteile dar. Das Österreichische Gartenbaumuseum in Kagran beherbergt seit 1977 die größte heimische Sammlung zum österreichischen Gartenbau und Kleingartenwesen. Die Sammlung wurde 2001 durch die Sammlung Sädtler (Österreichisches Blumenbindemuseum) erweitert. Das Sondermuseum Aspern-Essling 1809 widmet sich ebenso wie das Museum im Schüttkasten Essling der Schlacht bei Aspern. Das 1972 gegründete Lobaumuseum informierte bis zur Schließung 2009 über die Ökologie der Lobau und der Donau-Auen sowie über die heimische Fauna und Flora. Zudem wurde die Geschichte der Lobau und das Wirken von Generalfeldmarschall Erzherzog Karl dargestellt.

### Ortsbildgestaltung
Im Rahmen des europäischen Wettbewerbes „Entente Florale Europe“ wurde Donaustadt 2004 mit einer Goldmedaille in der Kategorie Stadt ausgezeichnet.

### Parkanlagen und Friedhöfe
Siehe auch: Liste der Wiener Parks und Gartenanlagen/Donaustadt

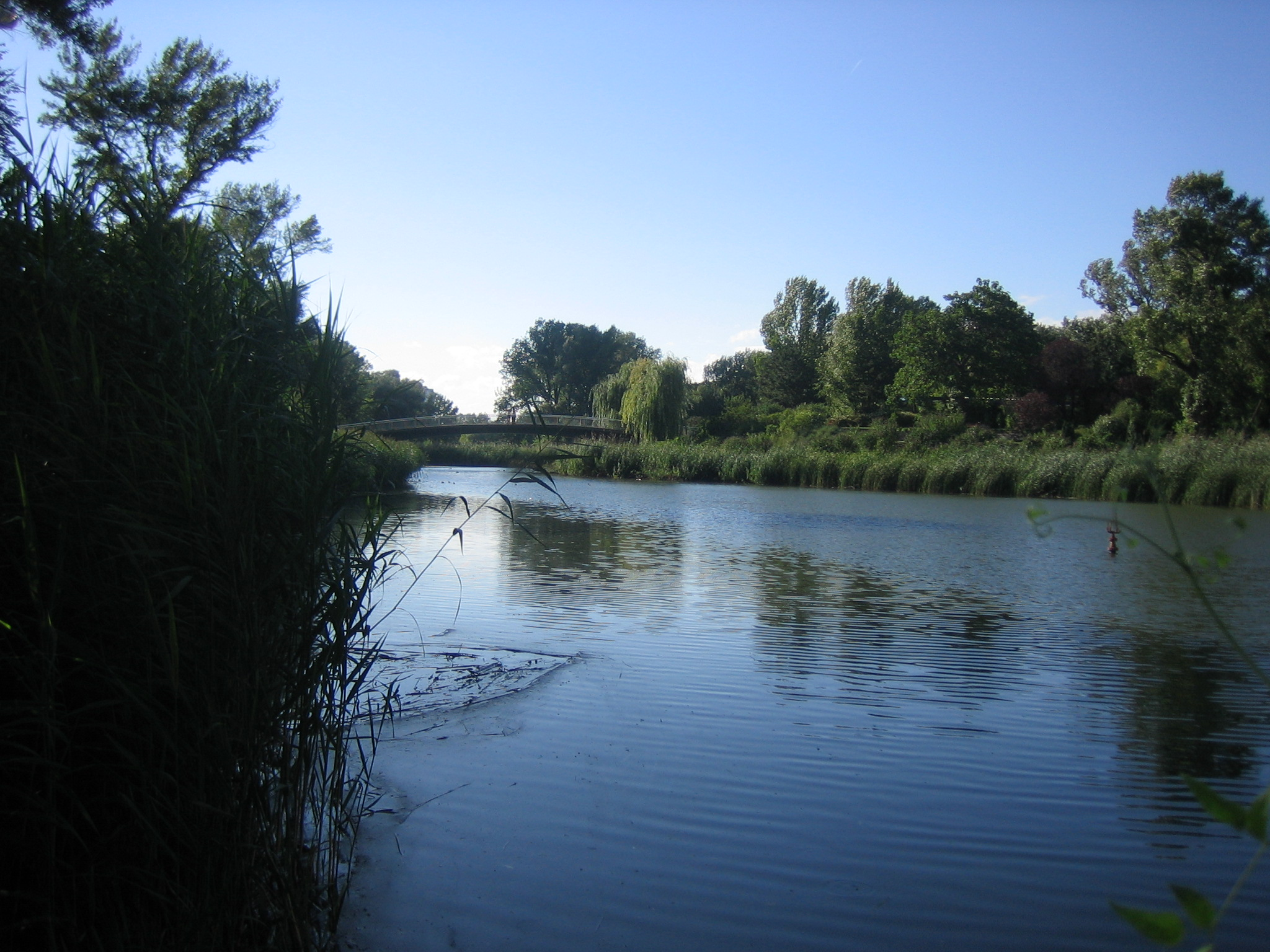
Irissee im Donaupark

Der rund 800.000 m² große Donaupark in Kaisermühlen wurde für die Wiener Internationale Gartenschau (WIG 1964) angelegt. Die Blumengärten Hirschstetten mit einer Außenstelle in Essling dienen hauptsächlich als Kultivationsbetriebe des Stadtgartenamtes. Darüber hinaus beinhaltet das Gelände auch Themengärten zu Pflanzen und Tieren, die besucht werden können. In Hirschstetten befindet sich auch der Hirschstettner Aupark, ein früherer Auwald und nunmehr etwa 32.000 m² großer Landschaftspark. Auf dem Gelände der Berufsschule für Gartenbau und Floristik in Kagran liegt der Schulgarten Kagran mit mehreren Themengärten, darunter einem japanischen Garten. Viele der kleineren Parkanlagen im 22. Gemeindebezirk wurden erst seit den 1990er Jahren angelegt. Dazu gehören der rund 3700 m² große Bill-Grah-Park beim ehemaligen Esslinger Löschwasserteich, der rund 6500 m² große Jakob-Bindel-Park, der rund 2200 m² große Jakob-Rosenfeld-Park und der rund 4000 m² große Trygve-Lie-Park im Norwegerviertel. Erwähnenswert ist ferner der Kirschblütenpark hinter der Albert-Schultz-Eishalle, der 2003 benannt und 2015 stark vergrößert wurde.
Bis auf Kaisermühlen gibt es in jedem der acht Bezirksteile einen eigenen Friedhof. Der flächenmäßig größte ist der Asperner Friedhof, während der Kagraner Friedhof die meisten Grabstellen aufweist. Der älteste bestehende Friedhof in der Donaustadt ist der Esslinger Friedhof und der jüngste der 1909 geweihte Breitenleer Friedhof. Hinzu kommen der Friedhof Hirschstetten, der Stadlauer Friedhof und, als der kleinste Friedhof im 22. Bezirk, der Süßenbrunner Friedhof.

## Städtepartnerschaften
- Arakawa, Tokio, seit 1996[24]